# Jon Tugores
Jon Tugores i Kirtley (n. Lancashire, Reino Unido, 1968) es un arquitecto por la ETS de Arquitectura del Vallés en Barcelona (1997), Profesor universitario ( ETSEIAT, NYIT-New York Institute of Technology, ETS Arquitectura del Vallés, Elisava, Universidad Internacional de Cataluña) y Piloto de líneas aéreas.
Como arquitecto funda en 1999 el estudio «Jon Tugores + Architects» dedicado a la realización de proyectos de arquitectura e integrado por un grupo de arquitectos, como estructura principal, sazonado con la aportación  de otras disciplinas; el Artista, Mika Utzon y el filósofo Jose Ramón Zamora. 
Ganador de varios concursos, ha publicado varios libros, siendo el último editado por Actar Publishers, titulado: 'Barcelona by Jon Tugores' publicación de imágenes aéreas hechas por Jon sobre la ciudad de Barcelona. 
Como aviador, Jon Tugores se formó en Dallas (Texas, EE. UU.) en 1994 y en Barcelona el año 2000 tras finalizar sus estudios aeronáuticos, vuela como Comandante en varias compañías aéreas (Gulf Air Iberworld, Vueling, Girjet) a los mandos de reactores de última generación de la familia Airbus 320 y el Fokker 100 además de otras  aeronaves de menor tamaño.

## Publicaciones
Tras colaboraciones escritas en varias publicaciones y un catálogo-libro para la exposición 'Torre valentina de J.A. Coderch' 1998 (Edicions UPC) donde participan Fernándo Távora, Enric Sória, Carles Fochs, J. Antonio Cortés y Jaime Coll. Jon Tugores recopila y publica las experiencias mallorquinas de amigos involucrados en la cultura actual con el título ‘Mallorca Boom’.
Inercias de Mallorca Boom tuvieron como consecuencia la invitación directa del comisario de la Bienal de Arquitectura de Róterdam, para que Jon Tugores lo presentara en Holanda. Tugores aprovecha la invitación para presentar una investigación de 30 minutos titulada Mallorca Klein, segundo trabajo de la 'trilogía mallorquina' que tiene todavía pendiente el tercer y último capítulo. Mallorca Klein saca a la luz una mega-intervención urbanística que según el autor: Hubiera destruido irreversiblemente el litoral balear[cita requerida].

## Obras arquitectónicas
Esta es una selección de obras y proyectos de Jon Tugores en el campo de la arquitectura:
- Hotel rural en Sídney
- Edificio poliprogramático en Bahrain, Golfo Pérsico.
- Iglesia Evangélica en Castelldefels, Barcelona
- Casa CFv01
- Rascacielos en Dubái
- Casa ‘Tode’
- The Omega Zeta TREE
- Base tecnológica Leitat
- Centro Comercial Glories.
- Edificio de viviendas en Barcelona.
- Estación de Bomberos en Mallorca
- Hipódromo en Mallorca